# Werner Brüggemann (Komponist)
Werner Brüggemann (* 25. Februar 1936 in Hamburg; † 12. August 1997 in Puchenau) war ein österreichischer Komponist, Musiker und Musikdozent.

## Leben
Werner Brüggemann wurde 1936 in Hamburg geboren. Er nahm Akkordeon-Unterricht bei Heinz Funk und Klavier-Unterricht bei Erich Kraut. Schon im Alter von 18 Jahren unterrichtete er am Konservatorium in Hamburg-Harburg.
Nach seinem Staatsexamen ging er nach Österreich und nahm nach kurzer Zeit die österreichische Staatsbürgerschaft an.
Brüggemann ging vielseitigen Tätigkeiten nach, so war er Musikdozent in der Musikschule der Stadt Linz und in einer eigenen Musikschule. Auch war er Aufnahmeleiter beim ORF und bei verschiedenen Plattenfirmen und spielte als Solist in unterschiedlichen internationalen Orchestern.
Eine seiner bekanntesten Kompositionen ist der Walzer Mühlviertler Land (Träume von Linz an der Donau), den zahlreiche Volksmusikgruppen interpretierten und der längst zum Volkslied avanciert ist.
Sein Fokus lag auf der Blasmusik. Brüggemanns Blasmusik-Kompositionen wurden weltweit aufgeführt. Ein großer Teil seiner Kompositionen wurden im Eigenverlag „Edition Donauton“ veröffentlicht, den er 1989 mit seiner Frau gründete.
Am 12. August 1997 verstarb Brüggemann an Leukämie in Puchenau, wo er bis auf kurze Unterbrechungen lebte, seitdem er nach Österreich gekommen war.

## Werke (Auswahl)
Tonträger
- Linzer Messe u. a. Koch International, 1991.
- Adi Pötscher und seine Original Linzer Buam. Koch Records, 1985.
- Österreichische Volksmesse und Lieder zum Feiertag. Franz Koch, Elbigenalp 1983.
- Akkordeongrüsse aus dem Alpenland. VM-Records, 1982.

Musiknoten
- Sinfonia Carinthi. Edition Donauton, Puchenau 1995.
- Hillinger Marsch: Felix Austria. Wiener Musikproduktion, 1986.
- Treffpunkt Grand Prix: für 3 oder 4 Solotrompeten und Blasorchester. Edition Donauton, Puchenau 2002.

Lieder
- Unser Österreich, Text: Hanna Maria Drack, Eberle-Koch Verlag
- Mühlviertler Land (Träume von Linz an der Donau) (Walzer-Lied)

## Auszeichnungen
- Berufstitel Professor (1986)
- Goldene Rose für Verdienste um die Volksmusik (1986)
- Medaille für Kunst und Kultur der Stadt Linz (1987)
- Goldenes Verdienstabzeichen des Landes Oberösterreich (1992)
- Ehrenbürgerschaft von Puchenau (1996)
- Goldenes Verdienstzeichen der Republik Österreich (1996)
- Silbernes Verdienstzeichen des ÖBV (1997)
- zwei Platinschallplatten für Ich schenk dir ein Edelweiß und Blumen zum Ehrentag
- zahlreiche Goldene Schallplatten.